# Menhirs Pascati
Les menhirs Pascatti sont un groupe de quatre menhirs situés à Ramatuelle, dans le département du Var en France.

## Description
Ces menhirs n'ont été découvert qu'en 1987 par Jean Courtin à l'occasion d'un défrichement.Trois des quatre menhirs sont de forme ovale (1,50 m de haut pour 0,60 m de large et 0,50 m d'épaisseur). L'un est renversé. Le quatrième est de section quadrangulaire.